# Shire of Carnamah
Shire of Carnamah is een Local Government Area (LGA) in de regio Mid West in West-Australië. Shire of Carnamah telde 552 inwoners in 2021. De hoofdplaats is Carnamah.

## Geschiedenis
Carnamah Road District werd op 24 augustus 1923 opgericht. Naar aanleiding van de Local Government Act van 1960 veranderde de naam op 23 juli 1961 in Shire of Carnamah.

## Beschrijving
Shire of Carnamah is een 2.384 km² groot landbouwdistrict in regio Mid West in West-Australië.

## Plaatsen, dorpen en lokaliteiten
- Carnamah
- Eneabba

## Bevolkingsaantal
| Jaar | Bevolkingsaantal |
| ---- | ---------------- |
| 1933 | 1.373            |
| 1947 | 1.025            |
| 1954 | 1.741            |
| 1961 | 1.701            |
| 1966 | 996              |
| 1971 | 925              |
| 1976 | 1.411            |
| 1981 | 1.245            |
| 1986 | 1.418            |
| 1991 | 1.148            |
| 1996 | 1.039            |
| 2001 | 850              |
| 2006 | 749              |
| 2011 | 546              |
| 2016 | 548              |
| 2021 | 552              |